# Альянса Лима
«Алья́нса Ли́ма» (исп. Alianza Lima) — футбольный клуб из столицы Перу Лимы, основан 15 февраля 1901 года и выступает в Первом дивизионе перуанского первенства. Чемпионат страны выигрывала 21 раз, уступая по этому показателю только другому столичному клубу «Университарио».

## История
Команда была основана под названием «Спорт Альянса» группой молодых рабочих конного клуба «Альянса». С 1928 года переезды команды прекратились и «Альянса Лима» (так стал называться независимый от конного футбольный клуб) обосновалась в районе Лимы Ла-Виктория (La Victoria). В 1938 году «Альянса Лима» (на тот момент — семикратный чемпион страны) единственный раз в своей истории выбыла из Первого дивизиона, но, выиграв чемпионат Второго дивизиона уже в следующем, 1939 году, вернулась в элиту и больше её уже не покидала.
За период с 1948 по 1978 год «Альянса» выиграла 10 чемпионатов Перу. В 1970-е годы клуб был одним из базовых для сборной Перу, которая дважды доходила до четвертьфиналов чемпионата мира. Именно «Альянса Лима» является родным клубом для Теофило Кубильяса, с которым ассоциируется всё поколение перуанских футболистов 1970-х годов.
7 декабря 1987 года команда возвращалась из города Пукальпа с очередного матча первенства страны против клуба «Депортиво Пукальпа». Не долетев всего несколько километров до столичного аэропорта, самолёт упал в море. Единственным уцелевшим оказался пилот самолёта, а все игроки и тренерский персонал погибли. «Альянса Лима» заканчивала первенство, играя юношеским составом с участием нескольких игроков чилийского клуба «Коло-Коло», который пострадал в аналогичной трагедии и предложил свою помощь. В результате чемпионом стал «Университарио».
Вновь чемпионом Перу (после 1978 года) «Альянсе» удалось стать в 1997 году. Столетний юбилей команда также отпраздновала в 2001 году чемпионским титулом, завоёванным в серии пенальти против «Сьенсиано». В 2000-е годы «Альянса» завоевала ещё три титула — в 2003, 2004 и 2006 годах. В 2010-е годы команда лишь однажды стала чемпионом Перу — в 2017 году.
По итогам сезона 2020 «Альянса Лима» заняла 18-е место в Примере и 2021 год впервые за 82 года должна была провести во Втором дивизионе. Однако в марте 2021 года Спортивный арбитражный суд удовлетворил жалобу «Альянсы» и подтвердил, что Перуанская футбольная федерация ошиблась с санкциями в отношении клуба «Карлос Стейн» — из-за финансовой задолженности его необходимо было лишать очков, чего сделано не было. В самый последний момент (уже после того, как состоялся первый тур нового сезона) «Альянса Лима» была возвращена в число участников Примеры 2021. В конце ноября «Альянса» обыграла в финале чемпионата «Спортинг Кристал» и завоевала свой 22-й чемпионский титул.

## Достижения
- Чемпион Перу (23): 1927, 1928, 1931, 1932, 1933, 1948, 1952, 1954, 1955, 1962, 1963, 1965, 1975, 1977, 1978, 1997, 2001, 2003, 2004, 2006, 2017, 2021, 2022
- Вице-чемпион Перу (21): 1930, 1934, 1935, 1937, 1943, 1953, 1956, 1961, 1964, 1971, 1982, 1986, 1987, 1993, 1994, 1996, 1999, 2009, 2011, 2018, 2019
- Обладатель Кубка Инка (1): 2014